# Annie Whitehead
Pour les articles homonymes, voir Whitehead.
Lena Annie Whitehead, née le 16 juillet 1955 à Oldham dans le Lancashire est une tromboniste de jazz britannique.

## Biographie
Annie Whitehead apprend le trombone au lycée et participe à des groupes de rock et de jazz. À 16 ans, elle quitte l'école pour devenir membre d'un big band féminin dirigé par Ivy Benson (en). Elle joue avec le groupe pendant deux ans avant de déménager à Jersey. Mécontente de la vie de musicienne, elle arrête la musique pendant près de six ans. Elle y revient en 1979 et crée un groupe de ska. Elle s'intéresse de nouveau au jazz après s'être installée à Londres deux ans plus tard et s'être produite dans des pubs. Dans les années 1980, elle fait une tournée avec Brotherhood of Breath, un big band dirigé par le pianiste sud-africain Chris McGregor.
Au cours de sa carrière, elle a travaillé avec ...And the Native Hipsters (en), Blur, Carla Bley, Charlie Watts Orchestra, Fun Boy Three, Jah Wobble, Jamiroquai, John Stevens, Penguin Cafe Orchestra, Smiley Culture (en), Spice Girls et Working Week. Elle  a aussi été membre de The Zappatistas, un groupe hommage à Frank Zappa dirigé par le guitariste John Etheridge (en).

## Discographie
- Mix Up, 1984
- This is ...Rude, 1994
- Naked, 1997
- The Gathering, 2000